# Parornix tenella
Parornix tenella is een vlinder uit de familie mineermotten (Gracillariidae). De wetenschappelijke naam is voor het eerst geldig gepubliceerd in 1919 door Rebel.
De soort komt voor in Europa.